# 李村河
李村河是位于山东省青岛市李沧区的一条东西向河流。全长17公里，流域面积52.3平方公里，干流发源于石门山麓，多条河流汇集于此，在胜利桥附近流入胶州湾。